# Total Strife Forever
Total Strife Forever je debutové album elektronického hudebníka East India Youth. Bylo vydáno 13. ledna 2013 společností Stolen Recordings. V roce 2014 bylo nominováno na Mercury Prize.

## Seznam skladeb
| Pořadí         | Název                     | Délka |
| -------------- | ------------------------- | ----- |
| 1.             | Glitter Recession         | 4:19  |
| 2.             | Total Strife Forever I    | 6:35  |
| 3.             | Dripping Down             | 4:11  |
| 4.             | Hinterland                | 6:16  |
| 5.             | Heaven, How Long          | 6:09  |
| 6.             | Total Strife Forever II   | 2:55  |
| 7.             | Looking for Someone       | 4:15  |
| 8.             | Midnight Koto             | 3:13  |
| 9.             | Total Strife Forever III  | 4:41  |
| 10.            | Song for a Granular Piano | 4:01  |
| 11.            | Total Strife Forever IV   | 4:25  |
| Celková délka: | Celková délka:            | 51:00 |